# Лі Сянь Лун
Лі Сянь Лун (кит.: 李显龙, англ. Lee Hsien Loong, нар. 10 лютого 1952, Сингапур) — прем'єр-міністр Сінгапуру (12 серпня 2004 — 15 травня 2024), змінив Го Чок Тонга; міністр фінансів з 2001 по 1 грудня 2007. Голова правлячої партії ПНД. Старший син колишнього прем'єра Лі Куан Ю. Закінчив Триніті-коледж Кембриджського університету, математик. Служив в армії. Обіймав різні міністерські пости.
Продовжує жорстку політику своїх попередників, консультуючись з Лі Куан Ю.

## Цікаві факти
- Лі Сянь Лун має найбільшу у світі зарплату серед глав держав — більше $ 2-2,5 млн на рік.[2]